# Český literární kánon 1918–2018 podle stanice Vltava
Anketu nazvanou Kánon100 hledající nejdůležitější české knihy vzniklé v období sta let od vzniku Československé republiky, tedy od roku 1918 do roku 2018, vyhlásila v roce 2018 stanice Českého rozhlasu Vltava. Anketa byla rozdělena do tří kategorií - próza, poezie a esej. V každé kategorii bylo hledáno 10 nejdůležitějších děl. Osloveni byli akademici, tvůrci a kulturní publicisté. Následně rozhlas zveřejnil desítku nejdůležitějších knih, a to v pořadí podle počtu hlasů. V próze zvítězil román Jaroslava Haška Osudy dobrého vojáka Švejka za světové války, v poezii sbírka Jiřího Koláře Prométheova játra a v kategorii esej kniha Marsyas čili na okraj literatury z dílny Karla Čapka. Karel Čapek, Milan Kundera a Josef Jedlička se do kánonu dostali dvakrát, jak v kategorii próza, tak v kategorii esej. Celkem tak bylo do kánonu zařazeno 30 děl 27 autorů. Jen tři knihy vyšly po zlomovém roce 1989, ale i ty jsou sbírkami textů z před tohoto roku. Šest z vybraných autorů odešlo během svého života do exilu (Kundera, Škvorecký, Jedlička, Kolář, Richterová, Blatný), čtyři lze zařadit do kategorie "disent a underground" (Vaculík, Jirous, Havel, Patočka), čtyři autoři byli členy meziválečné avantgardní skupiny Devětsil (Vančura, Nezval, Halas, Seifert). Více než třetina autorů, deset z nich, byla v KSČ (Kundera, Vaculík, Vančura, Kolář, Nezval, Halas, Seifert, Blatný, Holan, Kainar). Pět signovalo Chartu 77 (Vaculík, Kolář, Jirous, Havel, Patočka). V následných diskusích o anketě na stanici Vltava upozornila literární kritička Blanka Činátlová také na to, že v seznamu je jediná žena.

## Kánon

### Próza
| Pořadí | Autor             | Dílo                                         | Rok vydání |
| ------ | ----------------- | -------------------------------------------- | ---------- |
| 1.     | Jaroslav Hašek    | Osudy dobrého vojáka Švejka za světové války | 1921-1923  |
| 2.     | Milan Kundera     | Žert                                         | 1967       |
| 3.     | Josef Škvorecký   | Zbabělci                                     | 1958       |
| 4.     | Vladislav Vančura | Markéta Lazarová                             | 1931       |
| 5.     | Josef Jedlička    | Kde život náš je v půli se svou poutí        | 1966       |
| 6.     | Bohumil Hrabal    | Příliš hlučná samota                         | 1976       |
| 7.     | Jakub Deml        | Zapomenuté světlo                            | 1934       |
| 8.     | Karel Čapek       | Válka s mloky                                | 1936       |
| 9.     | Ludvík Vaculík    | Český snář                                   | 1980       |
| 10.    | Jan Zábrana       | Celý život                                   | 1992       |

### Poezie
| Pořadí | Autor              | Dílo                    | Rok vydání |
| ------ | ------------------ | ----------------------- | ---------- |
| 1.     | Jiří Kolář         | Prométheova játra       | 1979       |
| 2.     | Vítězslav Nezval   | Básně noci              | 1930       |
| 3.     | František Halas    | A co?                   | 1957       |
| 4.     | Karel Toman        | Měsíce                  | 1918       |
| 5.     | Jaroslav Seifert   | Býti básníkem           | 1983       |
| 6.     | Jiří Orten         | Elegie                  | 1946       |
| 7.     | Ivan Blatný        | Melancholické procházky | 1941       |
| 8.     | Ivan Martin Jirous | Magorovy labutí písně   | 1985       |
| 9.     | Vladimír Holan     | Noc s Hamletem          | 1964       |
| 10.    | Josef Kainar       | Nové mýty               | 1946       |

### Esej
| Pořadí | Autor             | Dílo                             | Rok vydání |
| ------ | ----------------- | -------------------------------- | ---------- |
| 1.     | Karel Čapek       | Marsyas čili na okraj literatury | 1931       |
| 2.     | Václav Havel      | Moc bezmocných                   | 1978       |
| 3.     | Josef Jedlička    | České typy a jiné eseje          | 2009       |
| 4.     | Pavel Eisner      | Chrám i tvrz                     | 1946       |
| 5.     | F. X. Šalda       | Ve věku železa a ohně            | 1936       |
| 6.     | Bedřich Fučík     | Čtrnáctero zastavení             | 1985       |
| 7.     | Emanuel Frynta    | Eseje                            | 2013       |
| 8.     | Milan Kundera     | Umění románu                     | 1960       |
| 9.     | Jan Patočka       | Kacířské eseje o filozofii dějin | 1975       |
| 10.    | Sylvie Richterová | Slova a ticho                    | 1986       |